# De Kraak (televisieserie)
De Kraak is een Vlaamse televisieserie van Frank Van Mechelen en Joost Wynant. Op 1 december 2021 werd de volledige reeks uitgebracht op Streamz. Vanaf 11 maart 2024 werd de serie uitgezonden op VTM.
De reeks ging eerst in Duitsland in première op zender ZDFneo, alvorens die in Vlaanderen uit te zenden. De Kraak werd gedubd onder de titel The bank hacker. De serie is een Vlaamse thrillerserie met hoofdrollen voor onder andere Gene Bervoets, Ella-June Henrard en Tijmen Govaerts en gaat over een misdaadbende die een beroep doet op een student om de grootste bankroof aller tijden te plegen. De Kraak is geïnspireerd op waargebeurde feiten.

## Verhaal
Deze Vlaamse fictiereeks draait rond de 20-jarige Jeremy Peeters (vertolkt door Tijmen Govaerts), een verlegen maar briljante computernerd. Hij leeft in perfecte anonimiteit en is nog nooit met het gerecht in aanraking gekomen. Maar wanneer hij als IT-student een hackerswedstrijd wint, vraagt een oplichtersbende hem om de internationale bank van Frankfurt digitaal te kraken. Met zijn hulp willen ze de grootste bankroof ooit plegen en een buit van 350 miljoen euro maken.

## Rolverdeling

### Hoofdrollen
| Acteur                | Personage                        |
| --------------------- | -------------------------------- |
| Tijmen Govaerts       | Jeremy Peeters                   |
| Ella-June Henrard     | Ada Van Praet                    |
| Gene Bervoets         | Alidor Van Praet                 |
| Koen De Graeve        | Bart Davids                      |
| Claude Musungayi      | Souleyman Bandé                  |
| Manuel Broekman       | Ivan Damman                      |
| Hilde De Baerdemaeker | Onderzoeksrechter Erica De Boeck |
| An Miller             | Anouk Nachtergaele               |
| Floor Van Boven       | Lily Rose Peeters                |
| Dirk Van Dijck        | Armand Peeters                   |
| Chris Thys            | Frieda Peeters                   |

### Bijrollen
| Acteur                    | Personage                     |
| ------------------------- | ----------------------------- |
| Joris Hessels             | Gunther Van De Weert          |
| Katrien Vandendries       | Charlotte Davids              |
| Efrat Galai               | Hinda                         |
| Joren Seldeslachts        | Andy Seghers                  |
| Axel Daeseleire           | Bankdirecteur Willem Dienants |
| Felix Meyer               | Milan Put                     |
| Ikram Aoulad              | Therapeute Aisha              |
| Atilla Borlan             | Kurt Dietrich                 |
| Marc Oliver Schulze       | Philip Daum                   |
| Yassine Ouaich            | Moustafa El Bakri             |
| Florian Fitz              | Inspecteur Rudiger            |
| Louise Bergez             | Lies Lissens                  |
| William Kwok              | Fixer Hongkong                |
| Sofie Palmers             | Juf Mieke                     |
| Mo Ahmadi                 | Hicham Al Azour               |
| Elisabeth-Marie Leistikow | Fabienne Daum                 |

## Afleveringen
| Nr. | Titel                | Eerste uitzending Vlaanderen                   |
| --- | -------------------- | ---------------------------------------------- |
| 1   | Scouting             | 1 december 2021 (Streamz), 11 maart 2024 (VTM) |
| 2   | Bedrieglijk Apparaat | 1 december 2021 (Streamz), 18 maart 2024 (VTM) |
| 3   | Frankfurt            | 1 december 2021 (Streamz), 25 maart 2024 (VTM) |
| 4   | Tel Aviv             | 1 december 2021 (Streamz), 1 april 2024 (VTM)  |
| 5   | Swift                | 1 december 2021 (Streamz), 8 april 2024 (VTM)  |
| 6   | De Hack              | 1 december 2021 (Streamz), 15 april 2024 (VTM) |
| 7   | Zoo                  | 1 december 2021 (Streamz), 22 april 2024 (VTM) |
| 8   | Geld op zak          | 1 december 2021 (Streamz), 29 april 2024 (VTM) |

## Achtergrond
De opnames vonden in het najaar van 2018 plaats in Antwerpen, Amsterdam, Frankfurt, Tel Aviv en Hongkong. De Kraak is bedacht en geschreven door Kristof Hoefkens en Maarten Goffin.